# Gonzalo Freitas
Gonzalo Gastón Freitas Silva (* 2. Oktober 1991 in Montevideo) ist ein uruguayischer Fußballspieler.

## Karriere
Der 1,86 Meter große Mittelfeldakteur Gonzalo Freitas stand spätestens seit der Apertura 2011 im Kader des Erstligisten Bella Vista. Beim Klub aus Montevideo bestritt er in der Saison 2011/12 insgesamt 13 Erstligaspiele (kein Tor) und eine Partie (kein Tor) in der Copa Sudamericana 2011. In der Folgespielzeit kam er 24 Mal in der Primera División zum Einsatz und schoss zwei Tore. Anfang August 2013 wechselte er innerhalb der Stadt zu Liverpool Montevideo. In der Saison 2013/14 absolvierte er 21 Erstligabegegnungen (kein Tor). Am Saisonende stieg die Mannschaft in die Zweitklassigkeit ab. Während der Zweitligaspielzeit 2014/15 trug er mit fünf Treffern bei 24 Einsätzen in der Segunda División zum anschließenden Wiederaufstieg bei. In der Erstligasaison 2015/16 wurde er 25 Mal (kein Tor) in der Primera División eingesetzt. In den beiden Folgesaisons 2016 und 2017 bestritt er zwölf (ein Tor) bzw. 16 (zwei Tore) Erstligapartien und eine Begegnung (kein Tor) in der Copa Sudamericana 2017. Im Juli 2017 wechselte er nach Abschluss des Torneo Intermedio auf Leihbasis nach Argentinien zu Atlético Tucumán.

## Erfolge
Liverpool Montevideo
- Uruguayischer Zweitligameister: 2014/15

Peñarol
- Uruguayischer Meister: 2018

Defensor
- Uruguayischer Pokalsieger: 2022